# روبن سوریا
روبن سوریا (اسپانیایی: Rubén Soria‎؛ زادهٔ ۲۳ ژانویهٔ ۱۹۳۵) بازیکن فوتبال اهل اروگوئه بود.
از باشگاه‌هایی که در آن بازی کرده‌است می‌توان به باشگاه فوتبال لیورپول (مونته‌ویدئو) و باشگاه فوتبال سرو اشاره کرد.
وی همچنین در تیم ملی فوتبال اروگوئه بازی کرده‌است.